# Петко Радев (кларинетист)
Вижте пояснителната страница за други личности с името Петко Радев.
Петко Радев е български кларинетист и педагог.

## Биография и творчество
Петко Радев е роден на 9 април 1933 година в село Свобода, Чирпанско, в семейството на народен музикант кларинетист.
Започва да свири най-напред народна музика и попада под влиянието на оркестрите от Първомай, Дълбок извор – силни центрове за народна музика в Тракия. Когато постъпва в Музикалното училище в София да учи класическа музика, Петко Радев не познава нотите, но той е вече музикант и талантът му е забелязан. Негов учител „по всичко“, както отбелязва инструменталистът, е проф. Сава Димитров – основоположник на българската кларинетна школа и един от първите изпълнители на духови инструменти в България, започнали да изнасят самостоятелни концерти и да правят записи. Като абитуриент и студент в Българската държавна консерватория в София Петко Радев печели три първи награди от важни състезания – на конкурса в Букурещ по време на Световния младежки фестивал през 1953 г., а през 1957 г. – на Третото общобългарско състезание за инструменталисти и Международния музикален конкурс в Женева. Свири като първи кларинетист в оркестрите на Симфоничния оркестър на БНР (1953), Софийската филхармония (1961) и миланската опера „Ла скала“.
Творческият път на музиканта се пресича с този на забележителни творци, като Васил Казанджиев, Иван Спасов, Любомир Пипков, Борис Карадимчев, Влади Симеонов, Васил Стефанов, Добрин Петков и Константин Илиев. Петко Радев има заслуга за първите записи в Българското национално радио на много творби, създадени за него, включително от споменатите композитори. Брилянтната му техника и специфичен изпълнителски стил му донасят големи успехи на световните сцени и отличия от престижни конкурси за класическа музика. Изпълненията на Петко Радев включват почти целия класически репертоар за кларинет до съвременна музика, камерна музика, а специално място в него заемат произведенията на Брамс, Вебер и Моцарт, които нарича „нашето голямо богатство“. През 1957 г., с по-голямата част от паричната си награда от Музикалния конкурс в Женева, акад. Радев купува нотния материал на творби за кларинет от импресионистичния репертоар след Дебюси и обогатява българския. Той също така издирва партитури на непознати за българската публика произведения, които изпълнява и записва за Българското национално радио. Кларинетистът споделя в интервю, че е имал щастието и удоволствието да свири с чудесни пианисти на своето време – Снежина Гълъбова, считана за най-добрата акомпаняторка, Златина Мишакова, Антон Диков, Ружка Чаракчиева, доайен сред българските акомпанятори и още много, много други.
През 1974 г. Петко Радев печели конкурс за първи кларинетист в оркестъра на миланската „Ла скала“ и там свири в продължение на 10 години. Свири в спектакли и концерти под палката на едни от най-великите диригенти на ХХ век – Клаудио Абадо, Рикардо Мути, Карл Бьом, Ленард Бърнстейн и партнира в операта на прочути певци, сред които са Пласидо Доминго, Лучано Павароти, Николай Гяуров, Райна Кабаиванска и много други от световна величина.
Осъществява и много записи на българска народна музика, сред които се отличава „Криво Садовско хоро“. В творческата си биография акад. Радев успешно редува класическата и народната музика. Още в юношеските си години търси звука на изворната музика и следва традицията на старите майстори на кларинета. Дълги години е еталон като изпълнител и от него са се учили много музиканти. Създател на оркестър с чудесни инструменталисти като Петко Дачев, Иван Хаджийски, Иван Михов, Данчо Йотов, а също и от Радиото, аранжор, автор на хора. Оставя стотици записи с изпълнители, като акордеонистите Коста Колев, Иван Кирев, Иван Шибилев, Емил Колев и др., участва в продукцията на почти всички известни народни певци от времето, когато работи в Симфоничния оркестър на Българското национално радио. В продължение на години е председател на журито на прочутите надсвирвания на сватбарските оркестри в Стамболово и Първомай, на надсвирванията в село Дълбок извор и фестивала „Тракия фолк“ в Димитровград. Член е на журито на конкурсите на името на големите тракийски народни певици Недялка Керанова и Атанаска Тодорова. Когато през 1974 г. заминава за Миланската скала, Петко Радев прекратява своите записи, солови изяви и участия в състави за народна музика. След завръщането си продължава активната си творческа дейност и като преподавател в Държавната музикална академия в София, където десетилетия наред подготвя много ученици, „отлични кларинетисти“, с успешна кариера в България и по света, но към народната музика повече не се завръща. От 2003 г. е преподавател и в Музикалната академия в Пловдив. „Педагогическата дейност е много привлекателно занимание, което в дългосрочен период се изплаща. Успехите на учениците са и удоволствие, и удовлетворение за учителя. Никога не съм бил догматик в преподаването и мисленето си. Винаги съм се стремял да давам на студентите си възможно най-много познания“, споделя приживе академик Петко Радев. До края на живота си той се изявява като член на жури и участник в различни предавания, почетен гост е на фолклорни празници и конкурси.
Умира на 23 септември 2017 г. в София.

## Дискография

### Студийни албуми
| Година | Албум                                                       | Вид | Издател   | Каталожен номер |
| ------ | ----------------------------------------------------------- | --- | --------- | --------------- |
| 1974   | „Свири Петко Радев“                                         | LP  | Балкантон | ВНА 1541        |
| 1981   | „Петко Радев – кларинет. Български народни хора и ръченици“ | LP  | Балкантон | ВНА 10601       |
| 1982   | „Петко Радев – кларинет“                                    | LP  | Балкантон | ВСА 10833       |
| 1992   | „Петко Радев – кларинет“                                    | MC  | Балкантон | ВНМС 7607       |
| 2000   | „Петко Радев – кларинет, Мария Принц – пиано“               | CD  | Gega New  | GD 226          |
| 2000   | „Завръщане към началото“                                    | CD  | Gega New  | GD 230          |
| 2010   | „Завръщане към началото. Петко Радев и приятели“            | CD  | Gega New  | GD 351          |
| 2013   | „Йоханес Брамс“                                             | CD  | Gega New  | GD 370          |

### Малки плочи, издадени от „Балкантон“
- „Петко Радев – кларинет, Иван Шибилев – акордеон“ – 2626
- „Петко Радев – кларинет, Иван Шибилев – акордеон с народен оркестър“ – 2611
- „Сливенско хоро/ Четворно хоро“ – 2605
- „Петко Радев – кларинет, Иван Шибилев – акордеон с оркестър“ – 2600
- „Петко Радев – кларинет – Чирпанско хоро“ – 10018
- „Петко Радев – кларинет“ – ВНМ 5950
- „Петко Радев – кларинет“ – ВНМ 5759
- „Петко Радев – кларинет“ – ВНК 3369
- „Петко Радев – кларинет – Гердемско хоро“ – 10001
- „Петко Радев – кларинет – Седи Донка/ Хоро надлъж“ – 1986
- „Петко Радев – кларинет, Иван Хаджийски“ – ВНК 2807
- „Изпълнения на Петко Радев – кларинет, Иван Кирев – акордеон с оркестър“ – ВНМ 5890
- „Петко Радев – кларинет, Иван Кирев – акордеон с оркестър“ – ВНМ 5581
- „Петко Радев – кларинет, Иван Шибилев – акордеон“ – 5563
- „Петко Радев – кларинет, Иван Кирев – акордеон с оркестър“ – ВНК 2659
- „Петко Радев – кларинет, Иван Кирев – акордеон – Копаница/ Сватбарска ръченица“ – 2005
- „Петко Радев – кларинет с оркестър, рък. Иван Шибилев“ – ВНК 2534
- „Петко Радев – кларинет – Мариченско хоро/ Ръченица“ – 1808
- „Петко Радев – кларинет – Рупченско хоро/ Пловдивска копаница“ – 2648
- „Петко Радев – кларинет – Право хоро/ Шумадийско хоро“ – ВНК 2612
- „Изпълнения на оркестър с рък. Петко Радев“ – ВНМ 6464
- „Изпълнения на оркестър с рък. Петко Радев“ – ВНМ 6333
- „Изпълнения на оркестър с рък. Петко Радев“ – ВНМ 6111